# Lagoa Mirim (Santa Catarina)
A Lagoa Mirim está localizada entre os municípios de Imaruí e Imbituba, no estado brasileiro de Santa Catarina.
Está diretamente ligada à Lagoa de Imaruí, com uma área de 63,77 km². Os principais rios que nela desembocam são o rio d’Una e o rio Mané-Chico.